# Anthony Le Tallec
Anthony Le Tallec (Hennebont, 1984. október 3. –) francia labdarúgó, jelenleg a francia másodosztályban érdekelt Orléans támadója illetve középpályása.

## Pályafutása

### Liverpool FC
Le Tallec-et, csapattársával és unokatestvérével, Florent Sinama Pongolle-lal együtt 2001-ben szerződtette a Liverpool akkori menedzsere, Gérard Houllier a Le Havre-tól. A szerződésre Le Tallec, 2001-es U16-os labdarúgó-Európa-bajnokságon és a 2001-es U17-es labdarúgó-világbajnokságon mutatott meggyőző játéka után került sor. Az U-17-es világbajnokságon Sinama Pongolle mögött, második legjobb játékosként megkapta az ezüstlabdát, Franciaország pedig megnyerte a tornát. Mindkét játékos további két évig a Le Havre-nál maradt kölcsönben. A Liverpool színeiben első és egyetlen gólját az Olimpija Ljubljana ellen érte el 2003 októberében.
Visszatérése után a Liverpool Juventus elleni győztes mérkőzésén játszott az bajnokok ligája 2004–2005-ös sorozatában a negyeddöntőben,
de nem került a döntőt játszó 18 játékos közé.

### Kölcsönben a Liverpooltól
Az angol labdarúgó-bajnokság első osztályának 2005–06-os szezonjára a Sunderland-hez került kölcsönbe, abból a célból, hogy első csapatos tapasztalatot is szerezzen. A következőképpen nyilatkozott: „Versenyző vagyok , és állandóan játszani szeretnék, de a Liverpoollal ez lehetetlen volt. Azért döntöttem, hogy a Sunderlandhez jövök, mert minden héten szükségem van a játékra”. Egy kiábrándító szezon végén, melyben a klub a tabella utolsó helyén végzett, ő volt a csapat legjobb góllövője a mérkőzéseken elért öt góljával. A Fulham FC ellen elért fejes góljával érte el csapata az egyetlen hazai győzelmet.
2006 májusában, amikor kölcsönszerződése lejárt, a Sunderland bejelentette, hogy nem tartanak igényt játékára. Visszatért a Liverpoolhoz, de Rafael Benítez nem tette be a csapatba. A hónap végén csatlakozott a 21 éven alattiak francia labdarúgó-válogatottjához, mely a Európa-bajnokságon vett részt Portugáliában május 23. és június 4. között. Le Tallec csak az utolsó csoportmérkőzésen játszott, miután Franciaország már biztosította helyét a következő fordulóra; a 61. percben edzője lecserélte. 2006 augusztusában az Sochaux-hoz került kölcsönbe. Csapatával megnyerte a 2006–07-es francia kupát. Az Olympique de Marseille-jel vívott döntő mérkőzésen az utolsó percben egyenlítő gólt ért el, és a büntetőrúgások után megnyerték a mérkőzést. Érdekes, hogy egy szintén kölcsönben játszó liverpooli játékostársa, Djibril Cissé két gólt szerzett a másik csapatnak.

### Le Mans
2007. augusztus 31-én bejelentették, hogy a skót első osztályban játszó Heart of Midlothian hamarosan szerződést köt vele. Ehelyett Le Tallec a francia első osztályban szereplő Le Mans UC 72 klubhoz került kölcsönbe a teljes szezonra, nyitva hagyva a végleges szerződés lehetőségét. Following the season, Le Mans decided to make the loan permanent, signing Le Tallec to a four-year deal.

## Magánélete
Le Tallec öccse, Damien szintén labdarúgó. Korábban a francia korosztályos válogatottakban is szerepelt, jelenleg az Montpellier játékosa.

## Sikerei, díjai

### Klub

#### Sochaux
- Francia kupagyőztes: 2006–07

#### Liverpool
- Bajnokok ligája győztes: 2004–05

### Nemzeti

#### Franciaország
- U17-es világbajnok: 2001